# Oxytenanthera felix
L'Oxytenanthera felix és (o era, potser s'ha extingit) una espècie de bambú, del gènere Oxytenanthera de la família de les poàcies, ordre de les poals, subclasse Commelinidae, classe Liliopsida, divisió dels magnoliofitins. Arribava als 9 metres d'alçada. Se'n va recollir una mostra el 1936, però podria ser que en l'actualitat l'espècie estigués extinta (però es discuteix si únicament en estat salvatge). Algun autor l'ha considerada membre d'un altre gènere, el Gigantochloa (Gigantochloa felix).

## Hàbitat
És (o era) una espècie de bambú nativa del sud de Yunnan, a la Xina, on rebia el nom de Dian zhu. Creixia entre els 1.260 i 1.350 metres.